# Kamień runiczny z Vang

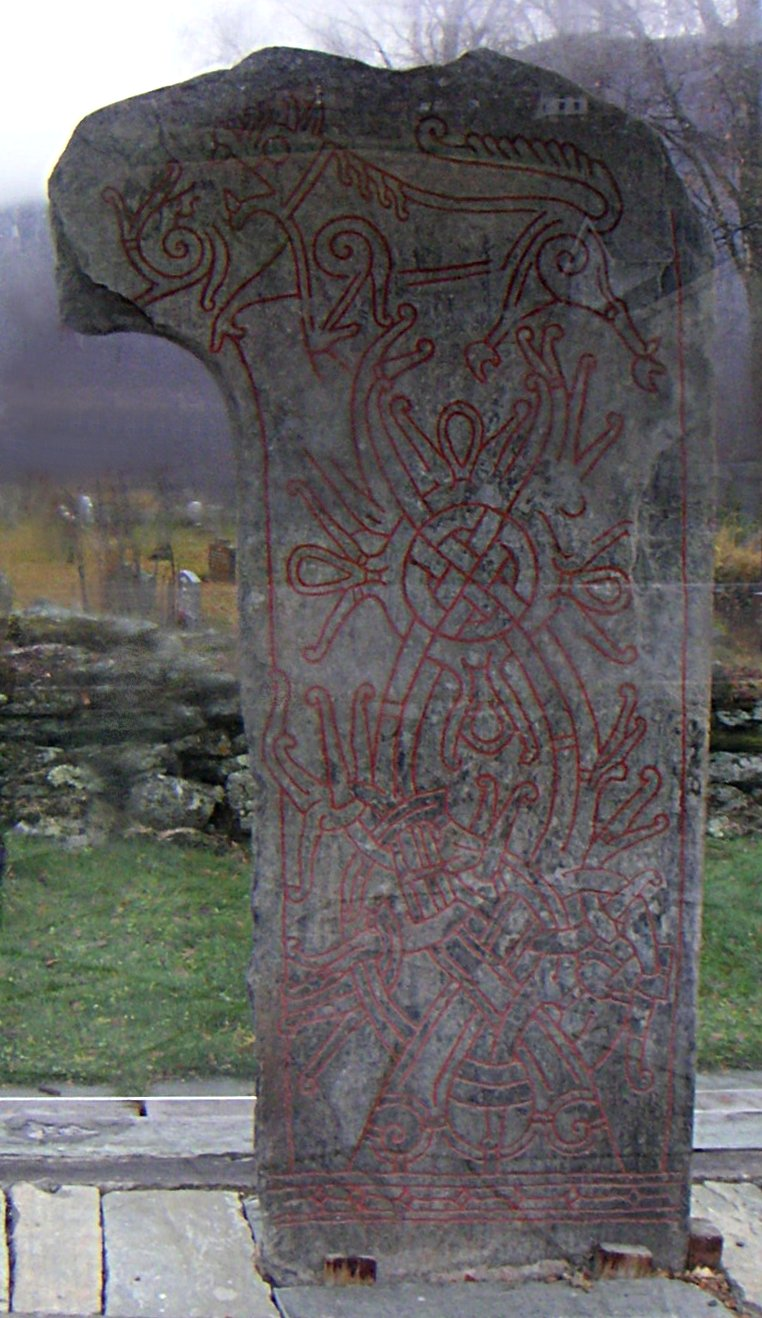
Kamień runiczny z Vang

Kamień runiczny z Vang (N 84) – kamień runiczny wykonany na początku XI wieku. Znajduje się w miejscowości Vang w Norwegii. Pierwotnie kamień był usytuowany przy tutejszym kościele klepkowym, jednak w 1844 roku kościół został rozebrany i przewieziony do Karpacza, leżącego wtedy na terenie Niemiec.
Na kamieniu wyryto inskrypcję o treści:
Gása synir reistu stein þenna eptir Gunnar, bróðurson
co znaczy:
„synowie Gåsa wznieśli ten kamień ku pamięci Gunnara, syna ich brata”
Kamień powstał z nieregularnej sztaby łupka. Ma 2,15 metra wysokości, 1,25 metra szerokości i grubość od 8 do 13 cm. Ornamenty na przedniej ścianie kamienia przedstawiają wstęgi, liście a także lwa.